# Општина Виља Корзо (Чијапас)
Виља Корзо (шп. Villa Corzo) општина је у Мексику у савезној држави Чијапас. Општина се налази на надморској висини од 581 м.

## Становништво
Према подацима из 2010. у општини је живело 74477 становника.

### Хронологија
| Година       | 2000                  | 2005                  | 2010                  |
| ------------ | --------------------- | --------------------- | --------------------- |
| Становништво | 68685 (34656 / 34029) | 67814 (33460 / 34354) | 74477 (36798 / 37679) |

### Попис
| \| \| м \| \| \| ж \| \| 0—2 \| 2.262 \| \| \| 2.259 \| \| 3—5 \| 2.337 \| \| \| 2.240 \| \| 6—11 \| 4.924 \| \| \| 4.695 \| \| 12—14 \| 2.559 \| \| \| 2.594 \| \| 15—17 \| 2.611 \| \| \| 2.593 \| \| 18—24 \| 4.659 \| \| \| 5.104 \| \| 60+ \| 3.299 \| \| \| 3.039 \| \| Просек : \| 27,7 \| \| \| 27,9 \| |       |  |  |       |
| |       |  |  |       |
| | м     |  |  | ж     |
| 0—2 | 2.262 |  |  | 2.259 |
| 3—5 | 2.337 |  |  | 2.240 |
| 6—11 | 4.924 |  |  | 4.695 |
| 12—14 | 2.559 |  |  | 2.594 |
| 15—17 | 2.611 |  |  | 2.593 |
| 18—24 | 4.659 |  |  | 5.104 |
| 60+ | 3.299 |  |  | 3.039 |
| Просек : | 27,7  |  |  | 27,9  |

| #   | Индикатор                                                                                        | Вредност |
| --- | ------------------------------------------------------------------------------------------------ | -------- |
| 1   | Становништво од 0 до 2 године                                                                    | 4521     |
| 2   | Мушко становништво од 0 до 2 године                                                              | 2262     |
| 3   | Женско становништво од 0 до 2 године                                                             | 2259     |
| 4   | Становништво са 3 и више година                                                                  | 69897    |
| 5   | Мушко становништво са 3 и више година                                                            | 34509    |
| 6   | Женско становништво са 3 и више година                                                           | 35388    |
| 7   | Становништво са 5 и више година                                                                  | 66815    |
| 8   | Мушко становништво са 5 и више година                                                            | 32968    |
| 9   | Женско становништво са 5 и више година                                                           | 33847    |
| 10  | Становништво са 12 и више година                                                                 | 55701    |
| 11  | Мушко становништво са 12 и више година                                                           | 27248    |
| 12  | Женско становништво са 12 и више година                                                          | 28453    |
| 13  | Становништво са 15 и више година                                                                 | 50548    |
| 14  | Мушко становништво са 15 и више година                                                           | 24689    |
| 15  | Женско становништво са 15 и више година                                                          | 25859    |
| 16  | Становништво са 18 и више година                                                                 | 45344    |
| 17  | Мушко становништво са 18 и више година                                                           | 22078    |
| 18  | Женско становништво са 18 и више година                                                          | 23266    |
| 19  | Становништво од 3 до 5 година                                                                    | 4577     |
| 20  | Мушко становништво од 3 до 5 година                                                              | 2337     |
| 21  | Женско становништво од 3 до 5 година                                                             | 2240     |
| 22  | Становништво од 6 до 11 година                                                                   | 9619     |
| 23  | Мушко становништво од 6 до 11 година                                                             | 4924     |
| 24  | Женско становништво од 6 до 11 година                                                            | 4695     |
| 25  | Становништво од 8 до 14 година                                                                   | 11722    |
| 26  | Мушко становништво од 8 до 14 година                                                             | 5907     |
| 27  | Женско становништво од 8 до 14 година                                                            | 5815     |
| 28  | Становништво од 12 до 14 година                                                                  | 5153     |
| 29  | Мушко становништво од 12 до 14 година                                                            | 2559     |
| 30  | Женско становништво од 12 до 14 година                                                           | 2594     |
| 31  | Становништво од 15 до 17 година                                                                  | 5204     |
| 32  | Мушко становништво од 15 до 17 година                                                            | 2611     |
| 33  | Женско становништво од 15 до 17 година                                                           | 2593     |
| 34  | Становништво од 18 до 24 године                                                                  | 9763     |
| 35  | Мушко становништво од 18 до 24 године                                                            | 4659     |
| 36  | Женско становништво од 18 до 24 године                                                           | 5104     |
| 37  | Женско становништво од 15 до 49 година                                                           | 20101    |
| 38  | Становништво са 60 и више година                                                                 | 6338     |
| 39  | Мушко становништво са 60 и више година                                                           | 3299     |
| 40  | Женско становништво са 60 и више година                                                          | 3039     |
| 41  | Однос између мушкараца и жена                                                                    | 97.66    |
| 42  | Становништво од нуле до 14 година                                                                | 23870    |
| 43  | Становништво од 15 до 64 године                                                                  | 46261    |
| 44  | Становништво од 65 година и више                                                                 | 4287     |
| 45  | Просечан број деце                                                                               | 2.55     |
| 46  | Становништво рођено у ентитету                                                                   | 73803    |
| 47  | Мушко становништво рођено у ентитету                                                             | 36469    |
| 48  | Женско становништво рођено у ентитету                                                            | 37334    |
| 49  | Становништво рођено у другом ентитету                                                            | 324      |
| 50  | Мушко становништво рођено у другом ентитету                                                      | 162      |
| 51  | Женско становништво рођено у другом ентитету                                                     | 162      |
| 52  | Становништво од 5 година и више резидентно у ентитету у јуну 2005. године                        | 65664    |
| 53  | Мушко становништво старосног доба од 5 година и више, резидентно у ентитету у јуну 2005. године  | 32195    |
| 54  | Женско становништво старосног доба од 5 и више година, резидентно у ентитету у јуну 2005. године | 33469    |
| 55  | Становништво од 5 година и више које је живело у другом ентитету у јуну 2005. године             | 292      |
| 56  | Мушко становништво старије од 5 година које је живело у другом ентитету у јуну 2005. године      | 145      |
| 57  | Женско становништво старије од 5 година које је живело у другом ентитету у јуну 2005. године     | 147      |
| 58  | Становништво од 3 године и више које говори аутохтони језик                                      | 4274     |
| 59  | Мушко становништво старо 3 године и више које говори аутохтони језик                             | 2210     |
| 60  | Женско становништво старо 3 године и више које говори аутохтони језик                            | 2064     |
| 61  | Становништво од 3 године и више које говори аутохтони језик и не говори шпански језик            | 763      |
| 62  | Мушко становништво старо 3 године и више које говори аутохтони језик и не говори шпански         | 305      |
| 63  | Женско становништво старо 3 године и више које говори аутохтони језик и не говори шпански језик  | 458      |
| 64  | Становништво старо 3 године и више које говори аутохтони језик и шпански                         | 3375     |
| 65  | Мушко становништво старо 3 године и више које говори аутохтони језик и шпански                   | 1837     |
| 66  | Женско становништво старо 3 године и више које говори аутохтони језик и шпански                  | 1538     |
| 67  | Становништво од 5 година и више које говори аутохтони језик                                      | 3966     |
| 68  | Становништво од 5 година и више које говори аутохтони језик и не говори шпански језик            | 606      |
| 69  | Становништво од 5 година и више које говори аутохтони језик и говори шпански језик               | 3231     |
| 70  | Становништво у домородачким домаћинствима                                                        | 5174     |
| 71  | Становништво са ограничењима у активностима                                                      | 3231     |
| 72  | Становништво са ограниченим ходањем или кретањем, горе или доле                                  | 1771     |
| 73  | Становници са ограничењима вида, чак и уз кориштење сочива                                       | 984      |
| 74  | Становништво са ограничењима говора, комуникације или конверзације                               | 347      |
| 75  | Становништво са ограниченим слухом                                                               | 400      |
| 76  | Становништво са ограничењима при одевању, купању или јелу                                        | 227      |
| 77  | Становништво са ограничењима у опажању или учењу једноставних ствари                             | 124      |
| 78  | Становништво са менталним ограничењима                                                           | 275      |
| 79  | Становништво без ограничења активности                                                           | 70537    |
| 80  | Становништво од 3 до 5 година које не похађа школу                                               | 2064     |
| 81  | Мушко становништво од 3 до 5 година које не похађа школу                                         | 1066     |
| 82  | Женско становништво од 3 до 5 година које не похађа школу                                        | 998      |
| 83  | Становништво од 6 до 11 година које не похађа школу                                              | 879      |
| 84  | Мушко становништво од 6 до 11 година које не похађа школу                                        | 437      |
| 85  | Женско становништво од 6 до 11 година које не похађа школу                                       | 442      |
| 86  | Становништво од 12 до 14 година које не похађа школу                                             | 870      |
| 87  | Мушко становништво од 12 до 14 година које не похађа школу                                       | 406      |
| 88  | Женско становништво од 12 до 14 година које не похађа школу                                      | 464      |
| 89  | Становништво од 15 до 17 година похађа школу                                                     | 3220     |
| 90  | Мушко становништво од 15 до 17 година похађа школу                                               | 1653     |
| 91  | Женско становништво између 15 и 17 година живота у школи                                         | 1567     |
| 92  | Становништво од 18 до 24 године похађа школу                                                     | 1996     |
| 93  | Мушко становништво од 18 до 24 године похађа школу                                               | 1024     |
| 94  | Женско становништво од 18 до 24 године похађа школу                                              | 972      |
| 95  | Становништво од 8 до 14 година које не може да чита и пише                                       | 1024     |
| 96  | Мушко становништво старосног доба од 8 до 14 година које не може да чита и пише                  | 546      |
| 97  | Женско становништво старосног доби од 8 до 14 година које не може да чита и пише                 | 478      |
| 98  | Становништво од 15 година и више које је неписмено                                               | 10173    |
| 99  | Мушко становништво од 15 година и више које је неписмено                                         | 4536     |
| 100 | Женско становништво од 15 година и више које је неписмено                                        | 5637     |
| 101 | Становништво старо 15 и више година без школовања                                                | 10465    |
| 102 | Мушко становништво старо 15 и више година без школовања                                          | 4853     |
| 103 | Женско становништво старо 15 и више година без школовања                                         | 5612     |
| 104 | Становништво старосног доба 15 и више година са непотпуним основним образовањем                  | 10981    |
| 105 | Мушко становништво старосног доба од 15 година и више са непотпуном основним образовањем         | 5391     |
| 106 | Женско становништво старосног доба 15 и више година са непотпуном основним образовањем           | 5590     |
| 107 | Становништво старо 15 и више година са комплетним основним образовањем                           | 7903     |
| 108 | Мушко становништво старо 15 година и више са комплетним основним образовањем                     | 3556     |
| 109 | Женско становништво старо 15 и више година са комплетним основним образовањем                    | 4347     |
| 110 | Становништво старосног доба 15 и више година са непотпуним средњим образовањем                   | 2443     |
| 111 | Мушко становништво старосног доба од 15 година и више са непотпуним средњим образовањем          | 1260     |
| 112 | Женско становништво старосног доба од 15 година и више са непотпуним средњим образовањем         | 1183     |
| 113 | Становништво старо 15 и више година са пуним секундарном образовањем                             | 8381     |
| 114 | Мушко становништво старосног доба од 15 година и више са пуним секундарном образовањем           | 3918     |
| 115 | Женско становништво старосног доба од 15 година и више са пуним секундарном образовањем          | 4463     |
| 116 | Становништво старије од 18 година са постосновним образовањем                                    | 8876     |
| 117 | Мушко становништво старије од 18 година са постосновним образовањем                              | 4994     |
| 118 | Женско становништво старије од 18 година са постосновним образовањем                             | 3882     |
| 119 | Просечна оцена школовања                                                                         | 5.99     |
| 120 | Просечан ниво образовања мушке популације                                                        | 6.25     |
| 121 | Просечан ниво образовања женског становништва                                                    | 5.75     |
| 122 | Економски активно становништво                                                                   | 25290    |
| 123 | Економски активна мушка популација                                                               | 21155    |
| 124 | Економски активна женска популација                                                              | 4135     |
| 125 | Становништво које није економски активно                                                         | 30099    |
| 126 | Мушко становништво које није економски активно                                                   | 5897     |
| 127 | Женско становништво које није економски активно                                                  | 24202    |
| 128 | Запослено становништво                                                                           | 24754    |
| 129 | Запослено мушко становништво                                                                     | 20683    |
| 130 | Запослено женско становништво                                                                    | 4071     |
| 131 | Незапослена популација                                                                           | 536      |
| 132 | Незапослена мушка популација                                                                     | 472      |
| 133 | Незапослена женска популација                                                                    | 64       |
| 134 | Становништво без права на здравствене услуге                                                     | 39649    |
| 135 | Становништво које има право на здравствене услуге                                                | 34562    |
| 136 | Становништво које има право на ИМСС                                                              | 2560     |
| 137 | Становништво које има право на социјално осигурање                                               | 2227     |
| 138 | Становништво које има право на државно социјално осигурање                                       | 791      |
| 139 | Становништво које има право на опште осигурање или здравствено осигурање за нову генерацију      | 28789    |
| 140 | Становништво које је било једном или није било у браку током 12 година и више                    | 18272    |
| 141 | Венчано или уједињено становништво од 12 година и више                                           | 32818    |
| 142 | Становништво које је било у браку или уједињено 12 година и више                                 | 4523     |
| 143 | Становништво са католичком религијом                                                             | 54230    |
| 144 | Протестанти, еванђелисти и библијски следбеници различити од еванђелиста                         | 12521    |
| 145 | Становништво са другим религијама различитим од претходних                                       | 1        |
| 146 | Становништво без религије                                                                        | 6109     |
| 147 | Укупно пописаних домаћинства                                                                     | 18034    |
| 148 | Пописна домаћинства на челу са мушкарцима                                                        | 14760    |
| 149 | Пописна домаћинства на челу са женама                                                            | 3274     |
| 150 | Становништво у пописним домаћинствима                                                            | 74432    |
| 151 | Становништво у пописним домаћинствима на челу са мушкарцима                                      | 63196    |
| 152 | Становништво у пописним домаћинствима на челу са женама                                          | 11236    |
| 153 | Укупно домаћинстава                                                                              | 21298    |
| 154 | Укупно насељених домаћинстава                                                                    | 18048    |
| 155 | Укупно приватних кућа                                                                            | 21284    |
| 156 | Насељени приватни домови                                                                         | 18034    |
| 157 | Укупно насељених приватних кућа                                                                  | 18047    |
| 158 | Ненасељене приватне куће                                                                         | 2117     |
| 159 | Појединачна домаћинства за привремену употребу                                                   | 1133     |
| 160 | Становници у насељеним приватним кућама                                                          | 74432    |
| 161 | Насељеност станара у приватним становима                                                         | 4.13     |
| 162 | Просечно становника по соби у приватним насељеним домаћинствима                                  | 1.56     |
| 163 | Појединачна домаћинства са подовима од различитих материјала од земље                            | 15118    |
| 164 | Појединачна домаћинства у приземљу                                                               | 2835     |
| 165 | Појединачна домаћинства са једном спаваћом собом                                                 | 10559    |
| 166 | Појединачна домаћинства са две спаваће собе и више                                               | 7364     |
| 167 | Појединачна домаћинства са једним собом                                                          | 3271     |
| 168 | Појединачна домаћинства са две собе                                                              | 5882     |
| 169 | Појединачна домаћинства са 3 собе и више                                                         | 8745     |
| 170 | Појединачна домаћинства која имају електрично светло                                             | 17110    |
| 171 | Појединачна домаћинства која немају електрично светло                                            | 863      |
| 172 | Појединачна домаћинства која имају водоводну воду у стамбеном простору                           | 12284    |
| 173 | Појединачна домаћинства која немају водоводну воду у стамбеном простору                          | 5667     |
| 174 | Појединачна домаћинства која имају тоалет                                                        | 15903    |
| 175 | Појединачна домаћинства која имају канализацију                                                  | 15997    |
| 176 | Појединачна домаћинства која немају канализацију                                                 | 1910     |
| 177 | Појединачна домаћинства која имају електрично светло, довод воде из јавне мреже и канализацију   | 11271    |
| 178 | Појединачна домаћинства без икаквих услова                                                       | 1040     |
| 179 | Појединачна домаћинства која имају радио                                                         | 13057    |
| 180 | Појединачна домаћинства која имају телевизор                                                     | 15551    |
| 181 | Појединачна домаћинства која имају фрижидер                                                      | 12431    |
| 182 | Појединачна домаћинства која имају машину за веш                                                 | 8825     |
| 183 | Појединачна домаћинства која имају аутомобил или комби                                           | 3596     |
| 184 | Појединачна домаћинства која имају рачунар                                                       | 1386     |
| 185 | Појединачна домаћинства која имају фиксну телефонску линију                                      | 3191     |
| 186 | Појединачна домаћинства која имају мобилни телефон                                               | 6165     |
| 187 | Појединачна домаћинства која имају приступ интернету                                             | 503      |